# Echo 3
Echo 3 es una serie de televisión estadounidense de acción y suspenso creada por Mark Boal. Rodada en inglés y español, la serie está protagonizada por Michiel Huisman, Luke Evans y Jessica Ann Collins y fue rodada casi en su totalidad en Colombia en el año 2021. Está basada en la premiada serie israelí When Heroes Fly, creada por Omri Givon e inspirada en la novela homónima de Amir Gutfreund.
Echo 3 se estrenó en Apple TV+ el 23 de noviembre de 2022 y recibió críticas generalmente positivas.

## Sinopsis
Amber Chesborough es una científica estadounidense que se encuentra en Colombia realizando una investigación. Cuando es secuestrada por miembros de la guerrilla, su hermano, Bambi y su esposo Prince, ambos operadores de la Fuerza Delta del ejército estadounidense, intentan rescatarla. La relación entre ambos es complicada, después de que en una misión reciente falleciera el jefe de su equipo.

## Reparto
- Michiel Huisman es Prince Haas, esposo Amber y operador de la Fuerza Delta

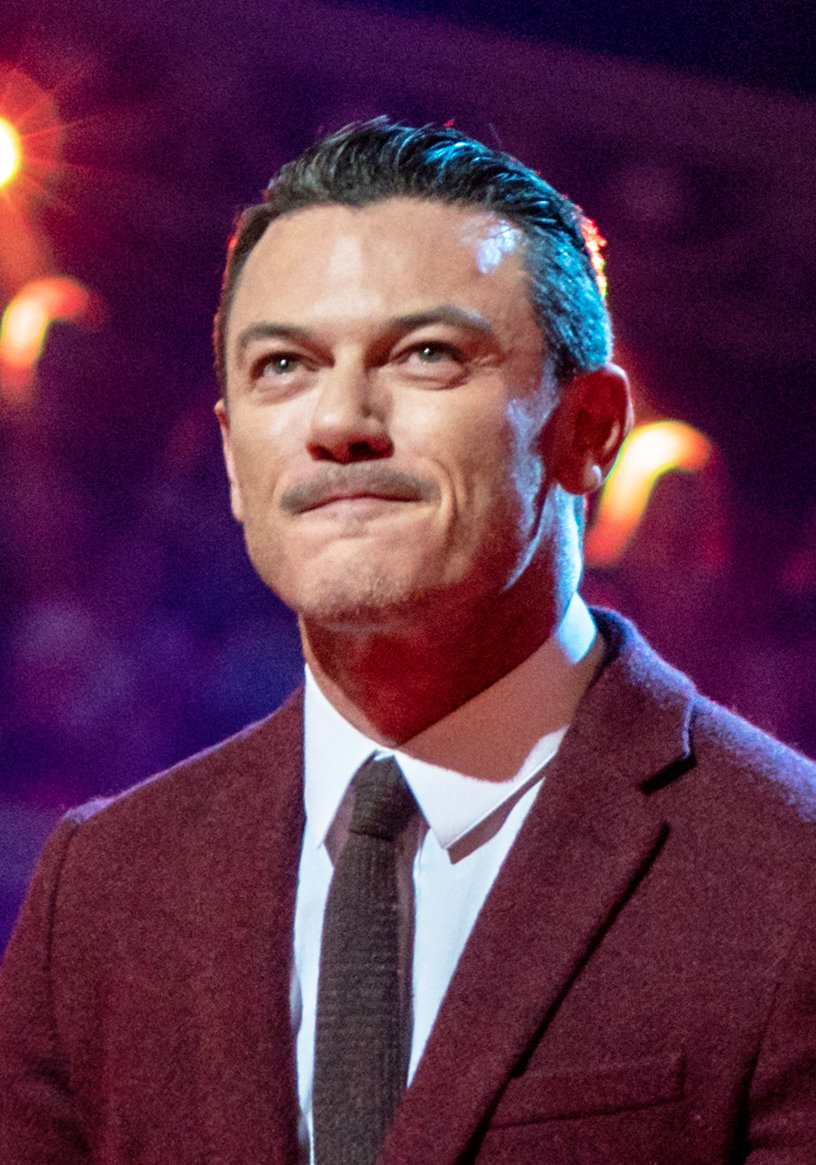
El galés Luke Evans interpretó uno de los papeles principales en Echo 3.

- Luke Evans es Alex «Bambi» Chesborough, hermano de Amber y operador de la Fuerza Delta
- Jessica Ann Collins es Amber Chesborough, científica e investigadora
- Elizabeth Anweis es Natalie Foster
- Fahim Fazli es Jabar, un comandante de Al Qaeda
- James Udom es Mitch
- María Del Rosario es Graciela
- Alejandro Furth es Tomas
- Juan Pablo Raba es Ernesto Matiz
- Sofía Buenaventura es Fami
- Javier Rosado es Julián
- Bradley Whitford es el padre de Prince
- Martina Gusmán es Violeta Matiz
- Franka Potente es Hildy, una prisionera alemana
- Temuera Morrison es Roy Lennon

## Recepción
El sitio web Rotten Tomatoes registró un 67% de aprobación con una nota media de 6/10, basada en 24 críticas. El consenso del sito afirma: «Aunque Echo 3 no satisface las ambiciones evidentes del creador Mark Boal de un drama con múltiples capas, tiene éxito como una aventura de acción promedio».
En Metacritic, la serie tiene una puntuación media ponderada de 67 sobre 100 basada en nueve opiniones de críticos, lo que indica «reseñas generalmente favorables». Aglaia Berlutti, del portal Hipertextual, aseguró que Echo 3 «podría pasar por otra serie de acción con tintes emocionales. Pero su pulcra mirada sobre el drama y los vínculos intuitivos que unen a sus personajes la convierten en una obra peculiar y poderosa».